# ランボルギーニ・カウンタック LPI 800-4
ランボルギーニ・カウンタック LPI 800-4（Lamborghini Countach LPI 800-4 ）は、イタリアの自動車メーカー、ランボルギーニが2021年に発表した限定生産、ハイブリッド仕様のスーパーカー、ハイパーカーである。

## 概要
2021年に、1971年ジュネーブショーでのカウンタックのデビューから50周年を記念し、オリジナルのカウンタック（特にLP500プロトティーポ）を継承し、かつ現代的にリファインされ限定で製造販売される。2021年8月13日に米国のモントレーカーウィークのイベント「ザ・クエイル・モータースポーツ・ギャザリング」でランボルギーニのファウンダー、フェルッチョ・ランボルギーニが所有したLP400Sシリーズ2を彷彿とさせるBianco Siderale（パール・ホワイト）色外装、赤革×黒革、黒カーボンの内装の個体（#1/112）が披露された。
ランボルギーニの最高技術責任者であるマウリツィオ・レッジャーニは、「この車は、モデルの復活や再導入ではなく、将来のランボルギーニのパターンを設定した車へのお祝いまたは賛辞のようなものです。」と述べており、レギュラーラインナップには組み込まなかった理由、主張が汲み取れる。
デザインはウラカン、アヴェンタドール、ウルス、シアン等を担当したランボルギーニスタイルセンターのディレクター、ミィティア・ボルケルト（ミッチャ・ボルカート、Mitja Borkert）による。リアミッドエンジンレイアウトのハイブリッド仕様。
112台の限定生産で、その数量は、オリジナルCountachの開発中に使用されたコードネームLP112プロジェクト（1番目の12気筒ミッドシップ縦置き）に由来し、初代カウンタックLP400のシャシー番号（例#1120001）そのもので、内装のセンターコンソールにはナンバリングが刻印される。外装色はImpact White、Giallo Countach（イエロー）、Verde Medio（プロト#2のグリーン）などのHeritage Colors（ソリッドカラー）、Viola Pasifae（パープル）、Blu Uranus（ブルー）などのContemporary Colors（メタリックカラー、パールカラー）がランボルギーニのヘリテージエクステリアペイントオプション33色から選択できる。車両価格は200万ユーロ（約2億5700万円）～。納車は2022年第1四半期からの予定。

## 車名の由来
「LP」はイタリア語のミッドシップ縦置き「縦方向後部」（Longitudinale Posteriore ）の略語、Iはイタリア語のibrido（ハイブリッドの意味）、800は（約）800馬力、4は四輪駆動を意味する。イタリア語での発音は[kʊŋˈtɑtʃ]（クンタッチ） elle（エッレ） pi（ピ）i（イ） ottocento（オットチェント）trattino（トラッティーノ） quattro（クァットロ）。

## 仕様と性能
カーボンファイバー製のキャビン部分のみのモノコックボディに、アルミ製の前後サブフレームを組み合わせたシャシー構成とマイルドハイブリッドパワートレイン等の機構はアヴェンタドールをルーツとするランボルギーニ初のハイブリッドカー、シアン FKP 37を踏襲している。かつてパオロ・スタンツァーニが発明したミッドに縦置きされたV12エンジンの前方にトランスミッションを配置してキャビン内に食い込ませる初代カウンタック、ディアブロ、ムルシエラゴ、アヴェンタドールと続いた独特のレイアウトを踏襲する。
自然吸気6.5L V型12気筒エンジンは574 kW（780 PS; 770 hp）、48Vの電気モーターは25kW （34 PS; 34 hp）を発生し、合計出力はシアン FKP 37を僅かに下回る602kW（814 PS; 803 hp）/8500rpm、最大トルク：720Nm（73.4kgm）/6750rpmで4輪すべてに動力を供給する。Graziano Trasmissioni社の7速セミオートマチックトランスミッション・ランボルギーニISR（Independent Shifting Rods）の内部にある回生ブレーキシステムからのエネルギーは、従来のリチウムイオン電池よりも軽量、高容量、高出力なコクピット後方のバルクヘッドに配置されたスーパーキャパシタ（電気二重層コンデンサ）に蓄えられる。このモーターは、ドライブモードの選択によってシフト特性が変化する7速ISRのシフトチェンジ時のブーストとして作動し、大電流をレスポンスよく放出できる、スーパーキャパシタの特性を活かしたセッティングになっている。しかし、ランボルギーニがこのスーパーキャパシターユニットの所謂ブリッジ技術を量産車に採用するのはこの車が最後であり、2023年には完全ハイブリッド化のラインナップ（アヴェンタドールの後継車でプラグインハイブリッドカー「HPEV（ハイパフォーマンスEV）」のレヴエルト）になる。
前輪をアクティブに操舵する「ランボルギーニ・ダイナミック・ステアリング（LDS）」と、アヴェンタドールS以来のテクノロジー、2基の電気機械式アクチュエーターにより後輪も操舵する「ランボルギーニ・リアホイール・ステアリング（LRS）」の四輪操舵システムである。カーボンセラミックブレーキディスクが入るホイールとピレリ製の標準タイヤ（P Zero Corsa）のサイズスペックもシアン、アヴェンタドール（後期）等と同様。乾燥重量は1,595kgで、前後に43:57に配分される。走行性能は、0-100 km / h加速2.8秒、0-200 km / hが8.6秒で、最高速度は355 km / hの走行スペックである。

## スタイリング
ベルトーネのマルチェロ・ガンディーニによるオリジナルカウンタックの50年前から2021年現在でさえ未来的なスタイリングは、デザインを担当したミィティア・ボルケルトがアヴェンタドールをカウンタックに見えるように現代的に再構築、再現した。ランボルギーニ縦置き12気筒モデルでは伝統のドアが上方に跳ね上がるシザードア、アヴェンタドールの巨大なフロントグリルの開口部は改造後の#2プロト～LP400のグリル下両脇のブレーキ冷却用のエアスクープダクトを縦に拡大した上で開口部をカーボンでブラックアウトすることで、ウエッジシェイプ先端の細いフロントグリルにラインが収束するように違和感なく処理され、そのフロントグリルに開けられた水平スリットはLP500プロト、#2プロトの様にcountachのロゴを跨いだ事で左右非対称に設けられている。フロントトランクリッドの後部はLP500プロト、シアンの様にエアインテークで処理され、LP400S以降途絶えていたルーフのペリスコープ（ペリスコピオ、Periscopio）状の凹みにはシアン FKP 37と同様にボタンを押すと固体から透明に変化するフォトクロミック素材のパネルがあしらわれ、6角形（「ヘキサゴニータ」デザイン）のガラスがアヴェンタドール、ムルシエラゴスーパーヴェローチェ、ミウラのエンジンベイルーバーのように組み合わされ透過する後部エンジンカバーに繋がる「ペリスコピオライン」でまとめられた。ドアからリアフェンダーにかかる（LP500プロトでは追加改造された）NACAダクト風の巨大なインテーク、LP400Sのようなホイールアーチやフロントウインドウはカーボンブラックのパーツに繋ぎ、輪郭を担当させる事で6角形に見せている。ベース車のシアンもオリジナルカウンタックを意図的に再現しているディティールがあり、6角形のテールライト等はシアンに酷似している。1970年代当時のスーパーカーで特徴的だったリトラクタブルヘッドライトは歩行者保護の為や、50年前当時とは法規等が変わった国もあり、MC後のディアブロの様に固定式でLED仕様となる。ウルフカウンタック以降続いたオーバーフェンダーとビッグウイングに依存しないガンディーニらしいスリークなデザインでまとめられ、ボディ後端上面は3つのポジションを持つ電子制御のリアスポイラーとして可動する。センターロック方式の前後異径20/21インチサイズのホイールは、ポリッシュで表現された大きな5つの6角形にウルフカウンタックやLP400Sのテレフォンダイヤルホイール（所謂ブラボーホイール）を意識した丸穴を内包するスポークデザインとなっている。デザインを担当したミィティア・ボルケルトは新しいカウンタックの縮尺モデルを持ってガンディーニの家を訪ねており、肯定的な反応を得ている。
ボディサイズはオリジナルの最初の市販モデルLP400より全長730mm、全幅209mm、全高110mm、アヴェンタドールSより全長73mm、全幅69mm、全高3mmそれぞれ大きくなっている。ホイールベースを前後トレッドの平均値で割った数値のホイールベーストレッド比（W／T）は約1.55と小さい数値のLP400の約1.62より更に小さく、アヴェンタドール系がより正方形に近いワイドフォルムのディメンションになっている事がわかる。

## 内装
シアンとベース車のアヴェンタドールを踏襲しており、4種類のトリムが選択可能で、1色または2色でオーダーでき、アルカンターラスエードや銀面本革、カーボンが多用されている。インフォテインメントは8.4インチHDMIタッチスクリーンで操作し、オペレーティングシステムはApple CarPlayを使用している。シートの正方形のキルトステッチはストラトスHFゼロ、LP500プロトの「チョコレートバー」パターンから連綿と引き継がれているベルトーネ、カウンタックらしいインテリアになっている。軽量のカーボンファイバーバケットシートは設定が無い予定。ヘキサゴニータデザインのAir conditioner outletはMarziali Leonardoの署名入り画稿が書き下ろされ3Dプリンターで製造された、数少ないアヴェンタドールとは形状が異なっている箇所である。